# Коронавірусна хвороба 2019 у Гаяні
Епідемія коронавірусної хвороби 2019 у Гаяні — це поширення пандемії коронавірусної хвороби 2019 на територію Гаяни. Перший випадок у країні зареєстровано 11 березня у столиці країни Джорджтауні в жінки, яка повернулась з Нью-Йорка, яка мала низку хронічних хвороб, зокрема цукровий діабет та гіпертонічну хворобу. Цього ж дня жінка померла в державній лікарні в Джорджтауні.

## Хронологія

### Березень 2020 року
11 березня 2020 року в Гаяні зареєстровано перший випадок коронавірусної хвороби у 52-річної жінки, яка мала низку хронічних хвороб, зокрема цукровий діабет та гіпертонію. Цього ж дня жінка померла в державній лікарні в Джорджтауні.
18 березня адміністрація цивільної авіації Гаяни закрила аеропорти країни для міжнародних пасажирських рейсів терміном на 14 днів. Того ж дня усі навчальні заклади в країні були закриті.
19 березня адміністрація цивільної авіації Гаяни закрило повітряний простір країни для всіх міжнародних авіарейсів.
23 березня суди Гаяни оголосили про призупинення або обмеження прийому до провадження нових справ.
25 березня Карен Гордон-Бойл, заступник головного медичного директора країни, повідомила, що тестування буде проводитись лише тим особам, у яких є симптоми COVID-19, або повернулись з-за кордону. Панамериканська організація охорони здоров'я надала Гаяні 700 наборів для тестування і 400 наборів для скринінгових досліджень.
31 березня Убрадж Наріне, мер Джорджтауна, заявив, що він не буде вводити в місті локдаун та комендантську годину, на відміну від сусідніх міст.

### Квітень 2020 року
1 квітня 2020 року повідомлено про другу смерть від коронавірусної хвороби в країні. Померлим став 38-річний працівник швидкої медичної допомоги. Загальна кількість випадків у країні досягла 12, з них 10 випадків у регіоні Демерара-Махайка, 1 у регіоні Острови Есекібо-Західна Демерара, та 1 у регіоні Східний Бербіс-Корентайн. На цей день у країні проведено тестування 52 особам.
2 квітня президент Девід Грейнджер повідомив про закриття барів, ресторанів та інших розважальних закладів з 18:00 до 06:00.
3 квітня в Гаяні було зареєстровано 19 випадків хвороби, з яких 4 померли, що забезпечило країні найвищий у світі рівень смертності від COVID-19 на цей день — 21,05 %. Міністр охорони здоров'я оголосив, що всім мешканціям Гаяни заборонено покидати своїх будинки або двори. Загальнодержавна комендантська година запроваджується з 6 вечора до 6 ранку. Комендантська година в країні вже була запроваджена 30 березня в регіоні Верхня Демерара-Бербіс. Працюватимуть лише установи, діяльність яких є життєво важливою, з обмеженням їх часу роботи. Комісія з цивільного захисту розпочала реалізацію програми допомоги найбільш уразливим громадам, яка включає доставку продуктів харчування та санітарних засобів.
6 квітня повідомлено, що в країні виявлено загалом 29 випадків коронавірусної хвороби.
8 квітня було повідомлено, що полковник Джон Льюїс, який помер 7 квітня, був хворий на COVID-19. Тестування йому провели лише після смерті. Його дружина померла від пневмонії за 12 днів до цього.
9 квітня у країні закриті всі поштові відділення. Прийнято рішення про накопичення пенсій, які не виплачені пенсіонерам у зв'язку з епідемією хвороби, на спеціальних рахунках.
9 квітня Європейський Союз повідомив про виділення гранту в розмірі 8 мільйонів євро для Агентства охорони здоров'я Карибського басейну на боротьбу з епідемією коронавірусної хвороби. Гаяна є одним з 24 членів цього агентства.
Того дня також повідомлено, що 6-річну дівчинку доставили до лікарняного комплексу в Ліндені у важкому стані, і її планували перевезти до Джорджтаун; однак вона померла протягом 90 хвилин. Їй провели тестування на COVID-19, оскільки у неї була температура і проблеми з диханням, що могло бути симптомами коронавірусної хвороби. Результат тесту був негативним.
9 квітня міністр охорони здоров'я Волда Лоуренс повідомила, що 9 квітня не зареєстровано нових випадків хвороби, у країні проведено 152 тести на коронавірус.
11 квітня комісія з цивільного захисту повідомила, що в країні відкрито 4 карантинні установи на 254 місця. 12 квітня міністерство охорони здоров'я дозволило приватним медичним установам проводити тестування на COVID-19.
За даними генерального консульства Гаяни в Нью-Йорку, щонайменше 34 гаянці померли від COVID-19 у Нью-Йорку до початку квітня. Прем'єр-міністр Мозес Нагамуту повідомив, що лише в Нью-Йорку опинилося від 10 до 12 тисяч громадян країни, але на той час репатріаційні рейси ще не заплановані. Авіакомпанія «Eastern Airlines» 14 квітня репатріювала 200 громадян США.
За повідомленням уряду Гаяна повинна була отримати 30 тисяч масок та апарати штучної вентиляції легень з Китаю.
15 квітня міністерство охорони здоров'я повідомило, що серед заражених випадків 14 були зі східного узбережжя Демерари, п'ять зі східного берега Демерари та 17 із центральної частини Джорджтауна, що означало, що в регіоні Демерара-Махайка виявлено 86 % усіх випадків COVID-19 у країні.
18 квітня селища корінних народів країни у всіх регіонах висловили стурбованість дефіцитом продовольства через значне збільшення витрат на їх доставку, спричинене епідемією хвороби. До цього часу служба у справах корінних народів тривалий час не доставила жодних пакетів допомоги через перепланування її довгострокової програми допомоги. Сьома смерть була зафіксована в реанімаційному відділенні державної лікарні Джорджтауна.
19 квітня Панамериканська організація охорони здоров'я повідомила, що надасть Гаяні 7 тисяч додаткових тестових наборів для діагностики COVID-19 додатково до початкових 2 тисяч тестових наборів, що вже були надані країні.
21 квітня гаянський політичний активіст Марвін Пірс помер у США від COVID-19 у віці 44 років.
Суринам і Гаяна домовились дозволити законну торгівлю через прикордонну річку Корантейн. Переправа через річку, яка утворює кордон між країнами, була закрита, що призвело до нестачі їжі та палива в селах племені амерінді Ореалла та Сіпарута. Вільний перетин кордону залишався ще закритим.
23 квітня по всій території Гаяни розіслані мобільні бригади для діагностики коронавірусної хвороби, оскільки існували підозри, що випадків хвороби було більше через обмежену кількість тестувань. На той день у Гаяні було 9 тисяч наборів для тестування.
24 квітня голова робочої групи з питань боротьби з COVID-19 Мозес Нагамуту заявив, що закордонна допомога країні зупинена через порушення під час загальних виборів у Гаяні 2020 року. Світовий банк виключив Гаяну з першої партії на отримання пакетів допомоги. Відсутність бюджету країни на 2020 рік також погіршило ситуацію з фінансуванням боротьби з епідемією.
27 квітня міністерство охорони здоров'я повідомило, з початку епідемії в країні проведено 464 тести, за останню добу проведено 9 тестів.
29 квітня в країні зареєстровано дев'яту смерть від коронавірусної хвороб, померлим став 67-річний чоловік.
30 квітня компанія «ExxonMobil» надала Гаяні 60 мільйонів гаянських доларів (290 тисяч доларів США) для боротьби з епідемією COVID-19. 40 мільйонів гаянських доларів надали службі охорони здоров'я країни, а Армії порятунку та Ротарі Гаяна отримали по 10 мільйонів гаянських доларів.

### Травень 2020 року
6 травня 2020 року повідомлено про десяту смерть від COVID-19 в особи, яка мала ускладнення коронавірусної хвороби. Померлим став 64-річний чоловік з геріатричного будинку Палмс. 12 співробітників будинку та 24 інших прикутих до ліжка осіб, які перебували в цьому будинку, відправлені на карантин. Кількість тестів на коронавірус почала зростати, на цей день проведено тестування 714 осіб.
10 громадян Гаяни були заарештовані за спробу незаконного проникнення в Бразилію та поміщені в карантин. Ситуація в Бразилії з поширенням COVID-19 не відлякувала нелегальних мігрантів.
10 травня в іншого мешканця геріатричного будинку Палмс виявлено позитивний тест на коронавірус.
11 травня було повідомлено, що в 11-річної дівчинки, яка була однією з перших хворих у країні, знову підтверджено позитивний результат тесту після 56 днів хвороби, і вимушена й далі залишатися на карантині.
12 травня коронавірусну хворобу виявлено загалом у семи регіонах. Найпізніше зі всіх регіонів хворобу виявлено в Куюні-Мазаруні. Іншими регіонами були Баріма-Вайні, Острови Есекібо-Західна Демерара, Демерара-Махайка, Східний Бербіс-Корентайн, Верхнє Такуту-Верхня Есекібо і Верхня Демерара-Бербіс.
Чоловік, який потрапив у карантин із COVID-19 у Летемі, втік і потрапив в ув'язнення після того, як того ж дня перетнув закритий для перетину кордон Бразилії, що спричинило занепокоєння щодо законності його дій, та небезпеки контактів з іншими людьми під час втечі.
20 травня було проведено випадкове тестування президентської гвардії країни, в результаті якого 8 військовослужбовців отримали позитивний результат на COVID-19.

### Серпень 2020 року
18 серпня 2020 року 17 осіб було заарештовано поліцією в барі «Montrose» за порушення карантинних обмежень щодо COVID-19.
19 серпня повідомлено, що президент Ірфаан Алі звернеться до нації з приводу заходів уряду з боротьби з поширенням COVID-19 тієї ночі на тлі різкого зростання кількості випадків. Міністерство охорони здоров'я країни повідомило, що ще один хворий з позитивним тестом на COVID-19 помер у державній лікарні Джорджтауна. Померлою була 43-річна жінка, яка лікувалась у діагностичному відділенні лікарні. Після госпіталізації до лікарні їй зробили тест на коронавірус, і після її смерті прийшов позитивний результат тесту. Ще 2 хворих, 55-річний чоловік та 41-річна жінка, у яких виявили позитивний результат тесту на коронавірус, померли в лікарні в Бартіка в регіоні Куюні-Мазаруні. На цей день у країні зареєстровано 776 підтверджених випадків COVID-19, з яких 381 одужали. Зареєстровано 29 смертей, пов'язаних з COVID-19.

## Запобіжні заходи
- Усі кордони, аеропорти та морські порти закриті для пасажирів.[6]
- Усі навчальні заклади закриті.[7]
- З 18:00 до 06:00 встановлено комендантську годину.[11]
- Усі заклади, діяльність яких не є життєво необхідною, повинні закритися.[13]
- Усі поштові відділення закриті.[20]
- Усі жителі країни повинні залишатися вдома, поїздки за межі свого населеного пункту дозволені виключно у невідкладних випадках.[15]
- Громадський транспорт може бути завантажений лише наполовину щодо кількості пасажирів, на яку він має ліцензію.[54]

## Спірна територія з Венесуелою
Міжнародний суд планував обговорити прикордонну суперечку Гаяни і Венесуели за область Гаяна-Ессекібо в березні 2020 року, проте слухання було відкладено в зв'язку з пандемією коронавірусної хвороби. Перше слухання було проведено 30 червня 2020 року, але Венесуела не брала в ньому участі, заявляючи, що Міжнародний суд не має юрисдикції в цій справі. Слухання було проведено в режимі відеоконференції у зв'язку з пандемією коронавірусної хвороби.